# Le avventure di Winnie the Pooh
Le avventure di Winnie the Pooh (The Many Adventures of Winnie the Pooh) è un film d'animazione del 1977 diretto da Wolfgang Reitherman e John Lounsbery. È il 22º Classico Disney, e fu distribuito negli Stati Uniti da Buena Vista Distribution l'11 marzo 1977. Le avventure di Winnie the Pooh è il primo lungometraggio con protagonista il personaggio di Winnie the Pooh, e si basa su alcuni capitoli dei libri di A. A. Milne Winnie Puh e La strada di Puh. La pellicola è composta da tre cortometraggi: Winny-Puh l'orsetto goloso (1966), Troppo vento per Winny-Puh (1968) e Tigro e Winny-Puh a tu per tu (1974), a cui furono aggiunte delle sequenze di raccordo e un finale basato sull'ultimo capitolo de La strada di Puh.

## Trama
Attraverso un libro presente nella stanza di un bambino di nome Christopher Robin, un narratore racconta le avventure dell'orsacchiotto di pezza Winnie the Pooh, che vive nel Bosco dei Cento Acri, un bosco immaginato da Christopher.
Una mattina, mentre fa i suoi esercizi di ginnastica mattutini, Pooh viene colto dalla fame e va a prendere il suo vasetto di miele, ma scopre che è vuoto. Decide allora di provare a raccogliere del miele in un alveare nella cavità di un albero: dopo essere caduto a terra facendo un gran volo in quanto il ramo su cui si è arrampicato si è rotto a causa del suo peso, va a casa del suo amico Christopher Robin e prende in prestito un palloncino che vuole usare per un improbabile piano che ha elaborato: si rotola nel fango per, a sua detta, far credere alle api di essere una nuvola nera, e poi tenta di raggiungere l'alveare salendo con il palloncino. Il piano fallisce, le api non ci cascano e cacciano con rabbia Pooh e Christopher Robin, i quali sono costretti a fuggire. Pooh, sempre affamato, va allora a casa del coniglio Tappo, sperando che lo inviti a colazione, cosa che il coniglio fa con riluttanza, e mangia tutto il miele presente nella tana dell'amico. Quando tenta di uscire, l'orsetto rimane incastrato nel buco di entrata a causa della pancia che gli è cresciuta. Per estrarlo, Christopher Robin e gli altri amici di Pooh sono costretti ad aspettare diversi giorni affinché dimagrisca, finché un giorno, mentre tutti tirano da fuori per cercare di far uscire l'orsetto (in quanto quella mattina Tappo, appoggiandosi distrattamente a Pooh, aveva notato che si era mosso leggermente), Tappo si spazientisce e sferra dall'interno una testata fortissima al fondoschiena di Pooh, facendolo schizzare via. L'orsetto finisce nuovamente incastrato, ma stavolta nella cavità di un alveare, dove può mangiare miele a volontà.
In una giornata molto ventosa, soprannominata dal geomide De Castor "Ventodì", Pooh e il suo amico maialino Pimpi giungono, per una serie di circostanze (Pimpi è stato sollevato per aria dal vento e Pooh ha cercato di trattenerlo per la sciarpa ma è stato trascinato e sollevato a sua volta), alla casa sull'albero del gufo Uffa, che poco dopo viene abbattuta dal vento. L'asino Ih-Oh quindi si offre volontario per cercargli un'altra abitazione. Quella notte, Pooh riceve una visita del tigrotto Tigro, in cerca di qualcosa da mangiare. Disgustato dal miele di Pooh, Tigro se ne va avvertendo l'orsetto che nel bosco ci sono Efelanti e Noddole, esseri mostruosi e golosissimi dalle somiglianze di elefanti e donnole, che rubano il miele. Pooh si mette allora a fare la guardia al suo miele, ma alla fine si addormenta e ha un incubo sugli Efelanti e le Noddole. In seguito, la nottata ventosa si trasforma in una nottata piovosa e un'alluvione si abbatte sul Bosco dei Cento Acri. Pimpi, spaventato, prima scrive un messaggio d'aiuto che getta nell'acqua in una bottiglia e poi viene portato via dall'acqua su una sedia. Pooh, invece, dopo aver tentato di mettere al sicuro il suo miele sul ramo di un albero, finisce incastrato a testa in giù in un vaso di miele e galleggia anche lui lontano dalla sua casa. I due arrivano insieme ad una cascata e, mentre precipitano giù, Pimpi passa nel vaso e Pooh sulla sedia. Quando arrivano a casa di Christopher Robin, il bambino pensa erroneamente che sia stato Pooh a salvare Pimpi e offre all'orsetto una "festa da eroe". Durante la festa, Ih-Oh annuncia di aver trovato una nuova casa per Uffa, ma essa si rivela essere la casa di Pimpi. Questi, tuttavia, decide generosamente di dare la sua casa a Uffa, e Pooh offre a Pimpi di andare a vivere con lui. La festa diventa così una "festa per due eroi", per celebrare le buone azioni di Pooh e Pimpi.
Stanco che Tigro salti sempre addosso a tutti, in particolare lui mentre coltiva il suo orto, Tappo tiene con Pooh e Pimpi una riunione in cui i tre decidono di abbandonare Tigro per una notte in una zona poco conosciuta del bosco, per poi tornare a prenderlo la mattina dopo, in modo da fargli prendere un grande spavento che gli faccia passare la voglia di saltare. Inizialmente il piano sembra funzionare, ma alla fine sono gli stessi Tappo, Pooh e Pimpi a non capire più dove sono. Tappo allora va a cercare da solo la strada nel bosco mentre Pooh e Pimpi lo attendono vicino a una buca. Ma alla fine Pooh e Pimpi riescono a uscire dalla zona nebbiosa grazie all'appetito dell'orsetto e Tappo si perde nella nebbia, confuso da strane visioni e dai rumori del bosco, e viene salvato e riportato a casa proprio da Tigro, che dice che i tigri non si perdono mai.
Alla prima nevicata, il cangurino Ro va a giocare con Tigro. Per farlo divertire, il tigrotto salta fin sulla cima di un albero altissimo e poi ha troppa paura per scendere. I suoi amici, sopraggiunti nel frattempo, cercano invano di farlo saltare su una giacca di Christopher Robin. Alla fine Tigro arriva a promettere che non salterà più se mai verrà liberato da quella situazione, così interviene il narratore, che inclina il libro finché Tigro finisce a terra. Tigro è così felice che vorrebbe saltare, ma Tappo gli ricorda subito la promessa fatta. Tigro si allontana tristissimo, rendendo a sua volta tristi tutti i suoi amici, finché anche Tappo ammette suo malgrado di preferire il Tigro saltellante. A quelle parole Tigro, nuovamente felice, torna a saltellare insieme a tutti i suoi amici.
Alla fine del film, Christopher Robin deve lasciarsi alle spalle il Bosco dei Cento Acri perché sta per iniziare la scuola, e il giorno prima va con Pooh nel loro posto incantato. I due parlano di ciò che piace loro fare, finché Christopher chiede a Pooh di andare in quel posto da solo ogni tanto e gli fa promettere che non lo dimenticherà mai.

## Distribuzione

### Data di uscita
Le date di uscita internazionali sono state:
- 11 marzo 1977 negli Stati Uniti
- 5 aprile nel Regno Unito
- 15 maggio in Canada
- 3 giugno in Francia (Les aventures de Winnie l'ourson)
- 2 luglio in Giappone
- 16 luglio in Cina
- 1º agosto in Svezia (Nalle Puhs många äventyr)
- 16 settembre in Germania Ovest (Die vielen Abenteuer von Winnie Puuh)
- 19 ottobre in Norvegia (Filmen om Ole Brumm)
- 24 novembre in Grecia (O Winnie to arkoudaki)
- 5 dicembre in Argentina, Brasile (As Aventuras do Ursinho Puff) e Hong Kong
- 13 dicembre in Danimarca (Peter Plys)
- 20 dicembre in Austria e Finlandia (Nalle Puh)
- 26 dicembre in Australia
- 1º gennaio 1978 in Kenya
- 25 gennaio in Guatemala
- 4 giugno 1979 in Cambogia

### Edizione italiana
In Italia il film non fu distribuito nei cinema, ma direttamente in home video nel novembre 1997 con vent'anni di ritardo (l'unico altro Classico Disney a subire questo destino fu Le avventure di Ichabod e Mr. Toad). A differenza della versione in inglese, che conserva il doppiaggio originario dei tre cortometraggi, quella italiana fu doppiata ex-novo in modo da avere lo stesso cast in tutto il film. Il doppiaggio fu eseguito dalla Royfilm con la collaborazione della Angriservices Edizioni e diretto da Renzo Stacchi, e rispetto alla serie Le nuove avventure di Winnie the Pooh cambiano i doppiatori di Kanga, Pimpi, Roo e Christopher Robin. Dialoghi e canzoni vennero trascritti dalle versioni italiane dei tre cortometraggi (ad opera di Roberto De Leonardis per i primi due), dando però luogo ad alcuni errori, inoltre Cangu e Ro ripresero i nomi originali Kanga e Roo (perdendo il gioco di parole italiano con il termine "canguro"). La direzione musicale è a cura di Ermavilo e le canzoni furono incise da Maurizio Mariani presso la Trafalgar Digital Recording Studio.

### Edizioni home video
In America del Nord il film fu distribuito in VHS, Betamax e Laserdisc nei primi anni ottanta. Una nuova edizione VHS uscì il 27 marzo 1996 nella collana Walt Disney Masterpiece Collection, in occasione del ventesimo anniversario. In Italia il film uscì direttamente in VHS nel novembre 1997.
L'edizione DVD-Video del film uscì in America del Nord il 7 maggio 2002, in occasione del 25º anniversario, e fu particolarmente lodata per la sua qualità. Il DVD include come extra il making of La storia dietro il capolavoro, un video musicale di Carly Simon, una galleria di disegni e foto, alcuni giochi interattivi e il cortometraggio Il compleanno di Ih-Oh. In Italia il DVD uscì sette mesi dopo.
Una nuova edizione DVD, chiamata "The Friendship Edition", fu distribuita in America del Nord il 19 giugno 2007. Il DVD presenta il film rimasterizzato e include tutti i contenuti speciali dell'edizione precedente, aggiungendovi il primo episodio della serie I miei amici Tigro e Pooh.
Il film è stato distribuito in Blu-ray Disc in America del Nord il 27 agosto 2013, in un'edizione che include il film anche in DVD e in copia digitale. Il BD presenta il film in formato 1,66:1, e come extra include cortometraggio (in HD), making of e video musicale già presenti nel DVD, il video educativo Pooh Play-Along e cinque episodi della serie TV interstiziale Le piccole avventure di Winnie the Pooh (formata da clip di produzioni precedenti del franchise con nuovo audio).

## Accoglienza

### Critica
Il film ricevette un'accoglienza principalmente positiva da parte della critica. Il sito Rotten Tomatoes ha raccolto 17 recensioni tutte positive, con un voto medio di 8,4. Leonard Maltin definì i cortometraggi originali "gemme" i cui disegni ricordano le illustrazioni dei libri e la cui durata ha fatto sì che i realizzatori non dovessero "comprimere o protrarre la sceneggiatura". In particolare, Maltin considera i primi due cortometraggi come i più affascinanti prodotti dallo studio in quegli anni, sia visivamente che nella loro interezza. Per Christopher Finch Troppo vento per Winny-Puh è il migliore dei tre per l'interazione tra il libro e la storia che contiene. Dave Kehr scrisse per il Chicago Reader che il fascino dei cortometraggi "è innegabile, anche se risiede principalmente nel materiale di partenza". Tuttavia Ruth Hill Viguers, nel libro A Critical History of Children's Literature, citò i primi due cortometraggi di Winnie the Pooh tra gli adattamenti Disney che "hanno distrutto l'integrità dei libri originali".